# 遙洋子

遙洋子（はるか ようこ、生年月日非公開 - ）は、日本の作家、タレント、コラムニストである。

## 経歴
大阪府大阪市出身。武庫川女子短期大学卒業。
1984年（昭和59年）放送開始のテレビ番組『ときめきタイムリー』（読売テレビ）に出演し、約8年間に亘って上岡龍太郎とともに司会を務めた。1986年（昭和61年）には、テレビ番組『週刊トラトラタイガース』のキャスターとなり、その後14年以上に亘って川藤幸三と共演した。
1997年（平成9年）から3年間、東京大学大学院の上野千鶴子ゼミに特別ゼミ生として通い、フェミニズム社会学を学ぶ。2000年（平成12年）、著作『東大で上野千鶴子にケンカを学ぶ』（筑摩書房）がベストセラーとなった。
個人事務所「遙洋子ネットワーク」を設立し、舞夢プロと業務提携している。主な活動拠点は大阪、次いで東京であるが、日本全国での講演や取材も行っている。
趣味は宝塚歌劇の観劇で、同劇団による貸切公演の司会・トークショーを2004年（平成16年）から担当している。
働く女性が介護を抱える葛藤を描いた著作『介護と恋愛』は、2006年（平成18年）にNHKで『介護エトワール』としてドラマ化され、遙は同ドラマの脚本も手がけた。同年の文化庁芸術祭参加ドラマに選ばれた。
テレビ番組 『胸いっぱいサミット!』（関西テレビ）にレギュラーとして出演していた。『ビビット』（TBS）に準レギュラー出演。また、ウェブサイト 『日経ビジネスオンライン』で、コラム『男の勘違い 女のすれ違い』、2010年（平成22年）4月から「遙なるコンシェルジュ『男の悩み 女の嘆き』」の連載を行っている（金曜掲載）。

## 人物
著作・発言共に女性を応援するメッセージが多い。メディア出演も、働く女性を代弁するものや、介護を語るものなどが多い。
趣味は、宝塚歌劇の観劇、クラシックバレエであり、特技は日本舞踊とピアノ演奏とのことである。
子供の頃から古風な考えの両親や学校の先生達から「女は家庭に入るべき」と言われて育った影響から、女性だけが家事や家族の介護をする日本古来の結婚制度に対して否定的な考えがあり、独身(結婚歴なし)である。親交のあったやしきたかじんが逝去した際には「(独身の遙が)テレビの報道で初めてたかじんの訃報に接する事のないように」との関係者の配慮により、報道の前にたかじんの夫人から「やしきが「(遙さんと)お茶したい」と言ってます」と遙に連絡し、彼女がたかじんの自宅を訪れた際にそこで訃報が伝えられた。

## 出演

### テレビ番組
- 花の新婚!カンピューター作戦（関西テレビ）
- ときめきタイムリー（読売テレビ）
- 週刊トラトラタイガース（1986年 - 2003年、読売テレビ）
- 11PM（読売テレビ）木曜13代目アシスタント
- キスした?SMAP（朝日放送）
- 爆笑BOOING（1993年 - 1996年、関西テレビ）
- スタジオパークからこんにちは（1995年3月 - 1997年3月、NHK総合）司会
  - 2005年2月21日、2006年9月15日にはゲストとして出演
- おしゃれ工房（1998年4月 - 1999年3月、NHK教育）
- バラエティー生活笑百科（1999年4月 - 2000年10月、NHK総合）
- クイズ日本人の質問（NHK） - 不定期出演
- 宝塚スペシャル（2001年 - 2002年、NHK-BShi）司会
- 土曜スタジオパーク（2002年5月4日、NHK総合）ゲスト
- 日本の、これから（NHK総合）
  - 〜どう思いますか?子供が生まれない社会〜（2005年6月）
  - 〜聞こえていますか?女の怒り 知っていますか?男の本音〜（2006年4月）
  - 〜医療に安心していますか?〜（2006年10月）
  - 〜未婚社会〜（2009年5月）
- ETVワイド ともに生きる 〜認知症〜（2005年9月、NHK教育）
- ハートをつなごう「認知症」（2006年4月、NHK教育）
- 日曜フォーラム 認知症 〜私らしく暮せる社会へ〜（2007年11月、NHK教育）
- 朝まで生テレビ!（テレビ朝日）
  - 〜激論!"激論!年金崩壊と将来不安〜（2004年2月）
  - 〜激論!"オウム""連合赤軍"の日本〜（2004年3月）
  - 〜激論!日本のプロ野球に明日はあるのか?〜（2004年7月）
  - 〜激論!元日本帝国軍人の戦争と平和〜（2005年8月）
  - 〜激論!女性議員が変える?日本〜（2007年2月）
  - 〜激論!女性が輝く社会とは?!〜（2014年11月）
- たかじん胸いっぱい（関西テレビ）準レギュラー（現在はレギュラー）
- 白熱ライブ ビビット（TBSテレビ、2015年10月 - 2016年9月）
- サン!シャイン（2025年4月 - 、フジテレビ）毎週木曜日レギュラー

### ラジオ番組
- Jam the WORLD（J-WAVE、水曜のみ）
- かんさい土曜ほっとタイム（NHKラジオ第1）4月～9月
- やすひろの天下泰平（2003年 ? - 2010年3月、金曜 12:00 - 12:30、KBS京都ラジオ）アシスタント。メインパーソナリティー中川泰宏。
- 遥洋子のKyan2ネットワーク（1990年4月15日 - 、ABCラジオ）

### ドラマ
- 怪人二十面相と少年探偵団（1984年、謎の中国人・秀麗 役）
- 結婚したい症候群（1992年）
- なめとんか やしきたかじん誕生物語（2018年、関西テレビ）
- 大阪環状線 ひと駅ごとの愛物語 -Part4- ひと駅ごとのスマイル （2018年、関西テレビ）
  - Station9　天満「差出人のない手紙（前編）」
  - Station10　特別編「差出人のない手紙（後編）」

### CM
- マクドナルド　「さくらてりたま」バーガー（2014年3月下旬～4月中旬）[7][8]

## 著書
- 『東大で上野千鶴子にケンカを学ぶ』（2000年1月、筑摩書房）ISBN 4480818154
- 『結婚しません。』（2000年9月、講談社）ISBN 4062103974
- 『働く女は敵ばかり』（2001年5月、朝日新聞社）ISBN 4022576030
- 『野球は阪神私は独身』（2002年2月、青春出版社）ISBN 4413033205
- 『介護と恋愛』（2002年3月、筑摩書房）ISBN 4480814418
- 『ハイブリッド・ウーマン』（2003年1月、講談社）ISBN 406211478X
- 『美女の不幸』（2004年12月、筑摩書房）ISBN 4480814701
- 『日本の論点2003』（2002年11月、文藝春秋、共著）ISBN 4165030201
- 『働く女は腕次第』（2006年6月、朝日新聞社）ISBN 4022501936
- 『女の敵 (NB Online book)』（2007年6月、日経BP社）ISBN 4822246256
- 『主婦たちのオーレ!』（2008年11月、筑摩書房）ISBN 4480804153
- 『女ともだち』（2008年12月、法研）ISBN 4879547484
- 『死にゆく者の礼儀』（2010年3月、筑摩書房）ISBN 4480878165
- 『気難しい女性との上手な接し方』（2010年3月、朝日新聞出版）ISBN 4022507195
- 『私はこうしてストーカーに殺されずにすんだ』（2015年2月、筑摩書房）ISBN 4480815236
- 『老いの落とし穴』（2020年11月、幻冬舎新書)　ISBN 4344986083